# Paraves
A Paraves a madarakat (az Aves csoport tagjait) és a közeli rokonságukba tartozó dinoszauruszokat tartalmazó ág-alapú klád. A paravesek közé tartoznak az Archaeopteryxhez hasonló avialae-k, valamint a dromaeosauridákat és a troodontidákat tartalmazó Deinonychosauria alrendág.
A Paraves nevet Paul Sereno alkotta meg 1997-ben. A csoportot 1998-ban ág-alapú kládként definiálta, ide sorolva a Maniraptora minden olyan tagját, amely közelebb áll a (valamennyi ma élő madarat tartalmazó) Neornithes csoporthoz, mint az Oviraptorhoz.
A paraves őse konkrétan nem ismert; ez az állat a madarak, a dromaeosauridák és a troodontidák első közös őse, melynek az oviraptorosaurusok nem tartoznak a leszármazottai közé. Jelenleg nem sokat lehet tudni róla. Alan H. Turner és szerzőtársai (2007-ben) kijelentették, hogy a paraves őse nem volt képes sem a vitorlázórepülésre, sem az evezőszárnyú repülésre, és hogy nagy valószínűséggel kis termetű (körülbelül 65 centiméter hosszú és nagyjából 600–700 gramm tömegű) állat lehetett. Azonban Xu Xing (Hszü Hszing) és szerzőtársai (2003-ban, majd 2005-ben), valamint Hu Dongyu (Hu Tung-jü) és kollégái (2009-ben) példákkal szolgáltak a bazális, négy szárnnyal rendelkező paravesekre vonatkozóan, az Avialae csoportra (Pedopenna), valamint a Dromaeosauridae (Microraptor) és Troodontidae (Anchiornis) családokra hivatkozva.

## Törzsfejlődés
Az alábbi kladogram Zhang Fucheng (Csang Fu-cseng) és szerzőtársai 2008-as tanulmánya alapján készült, a hiányzó kládnevek pedig Sereno 2005-ös definícióiból származnak.
|  | Troodontidae    |
|  |                 |
|  | Dromaeosauridae |
|  |                 |

|  | Scansoriopterygidae                                              |
|  |                                                                  |
|  | \| \| Archaeopterygidae \| \| \| \| \| \| Ornithurae \| \| \| \| |
|  |                                                                  |
|  | Archaeopterygidae                                                |
|  |                                                                  |
|  | Ornithurae                                                       |
|  |                                                                  |

|  | Archaeopterygidae |
|  |                   |
|  | Ornithurae        |
|  |                   |

|  | Troodontidae    |
|  |                 |
|  | Dromaeosauridae |
|  |                 |

|  | Scansoriopterygidae                                              |
|  |                                                                  |
|  | \| \| Archaeopterygidae \| \| \| \| \| \| Ornithurae \| \| \| \| |
|  |                                                                  |
|  | Archaeopterygidae                                                |
|  |                                                                  |
|  | Ornithurae                                                       |
|  |                                                                  |

|  | Archaeopterygidae |
|  |                   |
|  | Ornithurae        |
|  |                   |

## Fordítás
- Ez a szócikk részben vagy egészben a Paraves című angol Wikipédia-szócikk ezen változatának fordításán alapul.  Az eredeti cikk szerkesztőit annak laptörténete sorolja fel. Ez a jelzés csupán a megfogalmazás eredetét és a szerzői jogokat jelzi, nem szolgál a cikkben szereplő információk forrásmegjelöléseként.